# 존 조지 헤이그
존 조지 헤이그(John George Haigh, 1909년 7월 24일 - 1949년 8월 10일)는 영국의 연쇄 살인자이다.

## 약력
1949년 2월 18일, 런던의 한 호텔에서 69세의 부유한 과부인 올리브 듀란-디콘이 실종되었다. 처음에는 단순한 실종 사건으로 치부되었으나, 경찰관들은 수사과정에서 무서운 연쇄 살인을 발견해냈다.
헤이그는 경찰의 조사에 대단히 협력적이었다. 이 사건의 조사에서 빠지지 않았던 표현이 법률상 범죄구성요건을 가리키는 라틴어 표현인 Corpus Delicti→사체이다. 그러나 헤이그는 라틴어를 전혀 할 줄 몰랐고, 문자 그대로의 뜻인 '사체'로 받아들여 사체가 발견되지 않은 이 사건의 혐의가 성립되지 않음을 확신했다. 왜냐하면 헤이그는 듀란-디콘의 사체를 강한 황산으로 녹여 없앴기 때문이다.
헤이그는 듀란-디콘을 살해했음을 자백했으나 조사관들에게 피살자의 사체도 없는데 어떻게 사건을 입증할 것이냐고 자랑스럽게 말하기도 했다. 그러나 황산에 녹지 않고 사건 현장 근처에 떨어져 있던 뼈조각, 담석(en), 틀니 등이 발견되었고, 법의학 수사관들은 이들이 피살자의 것임을 증명해 냈다.
헤이그는 크나큰 힘에 이끌려 살인을 저질렀기에 양심의 가책은 느끼지 않는다고 진술했다. 결국 살인범으로 확정되어 1949년 8월 10일에 런던의 원즈워스 감옥(en)에서 앨버트 피에르포인트(en)에 의해 교수형이 집행되었다.

## 확인된 피살자
- 윌리엄 도널드 맥스완(William Donald McSwann, 1944년 9월 6일 피살)
- 도널드 맥스완(Donald McSwann, 1945년 7월 2일 피살)
- 에이미 맥스완(Amy McSwann, 1945년 7월 2일 피살)
- 아치볼드 헨더슨(Archibald Henderson, 1948년 2월 12일 피살)
- 로잘리 헨더슨(Rosalie Henderson, 1948년 2월 12일 피살)
- 올리브 헨리에타 로버트 듀란-디콘(Olive Henrietta Robarts Durand-Deacon, 1949년 2월 18일 피살)

## 같이 보기
- 존 보드킨 애덤스 - 헤이그와 마찬가지로 플리머스 형제단의 일원이었던 영국의 연쇄 살인자[1]